# رود نیژنیایا تونگوسکا
 رود نیژنیایا تونگوسکا رودی است به رود ینی‌سئی می‌ریزد. این رود از کشور روسیه می‌گذرد.